# 209148 Dustindeford
209148 Dustindeford este un asteroid din centura principală de asteroizi.

## Descriere
209148 Dustindeford este un asteroid din centura principală de asteroizi. A fost descoperit pe 27 septembrie 2003 la Apache Point Observatory în cadrul programului Sloan Digital Sky Survey. Asteroidul prezintă o orbită caracterizată de o semiaxă mare de 2,46 ua, o excentricitate de 0,13 și o înclinație de 13,0° în raport cu ecliptica.